# Ногера
Ногера (исп. Noguera, галис. Noguera) — район (комарка) в Испании, входит в провинцию Льейда в составе автономного сообщества Каталония.

## Муниципалитеты
1. Ажер
2. Альбеса
3. Альжерри
4. Алос-де-Балагер
5. Артеса-де-Сегре
6. Лес-Авельянес-и-Санта-Линья
7. Балагер (Льейда)
8. Ла-Барония-де-Риальб
9. Белькайре-д'Урхель
10. Бельмунт-д'Урхель
11. Кабанабона
12. Камараса
13. Кастельо-де-Фарфанья
14. Кубельс
15. Форадада
16. Иварс-де-Ногера
17. Менаргенс
18. Монгай
19. Олиола
20. Ос-де-Балагер
21. Пенельес
22. Понтс
23. Прешенс
24. Ла-Сентиу-де-Сио
25. Терменс
26. Тиурана
27. Торреламеу
28. Вальфогона-де-Балагер
29. Виланова-де-ль'Агуда
30. Виланова-де-Мейя